# One Canada Square
One Canada Square – wieżowiec biurowy w Londynie, w kompleksie Canary Wharf (gmina Tower Hamlets), w latach 1991–2012 najwyższy budynek w Wielkiej Brytanii, obecnie (2023 r.) trzeci pod względem wysokości.
Projektantem budynku jest argentyński architekt César Pelli. Wieżowiec, zbudowany w 1991 roku, w kształcie obelisku ma 50 pięter (czyli mniej niż pierwotnie planowana liczba 60) i 235 metrów wysokości. Na jego dachu znajduje się ważąca 11 ton i mierząca niemal 40 metrów piramida. Komunikację pionową zapewniają 32 windy pasażerskie, dwie towarowe i dwie przeciwpożarowe.
Budynek został nazwany na cześć Kanady, ponieważ został zbudowany przez kanadyjską firmę Olympia and York. Wkrótce po zakończeniu firma zbankrutowała. Nazwa budynku jest jednocześnie adresem, ale budynek jest również znany jako Canary Wharf Tower, ponieważ jest częścią kompleksu biurowego Canary Wharf w Docklands.
One Canada Square pojawił się także w wielu reklamach telewizyjnych oraz w programie telewizyjnym The Apprentice, ale był sam w sobie centrum transmisji. W latach 90. w wieży mieściła się stacja telewizyjna L!VE TV.
Nie ma platformy widokowej, a górne piętra budynku są generalnie niedostępne dla turystów, ale w podziemiach znajduje się centrum handlowe. Budynek jest otoczony przez dwa inne drapacze chmur, które powstały dziesięć lat później i oba mają 200 metrów wysokości: HSBC Tower (8 Canada Square) i Citigroup Centre (25 Canada Square).

## Niektóre firmy zlokalizowane w budynku
- Accenture
- A.P. Møller-Mærsk
- Bank of New York Mellon
- BBVA (Banco Bilbao Vizcaya Argentaria)
- Bear Stearns
- Burlington Northern Railroad
- Career Academies
- Citibank
- Coutts
- Daihatsu
- Doctors of the world
- eToro
- Euler Hermes UK
- Europejski Urząd Nadzoru Bankowego
- High Speed 2
- Faithful + Gould
- FIA
- General American Transportation Corporation
- HSBC UK
- International Sugar Organization
- KPMG
- MetLife
- Novartis Europharm
- PricewaterhouseCoopers
- Moody's
- Novartis
- Primus Telecom
- Quadrant Capital
- Regus
- Revolut
- Rittal
- Skadden, Arps, Slate, Meagher & Flom LLP
- State Street
- SWX Swiss Exchange
- Teach First
- Trinity Mirror
- Torchwood (w fikcji)
- UBS[3]

## Galeria

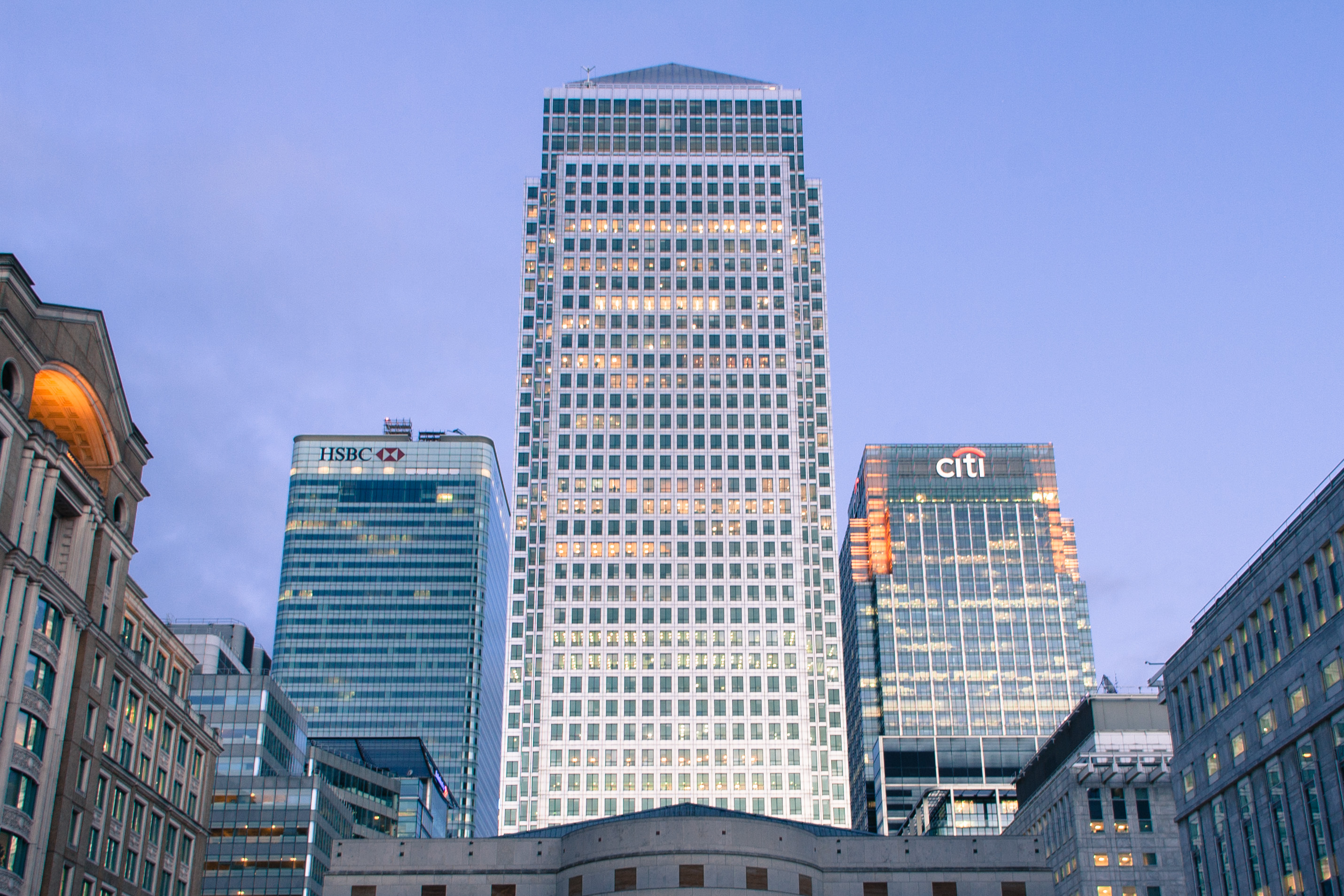
Widok z poziomu ulicy
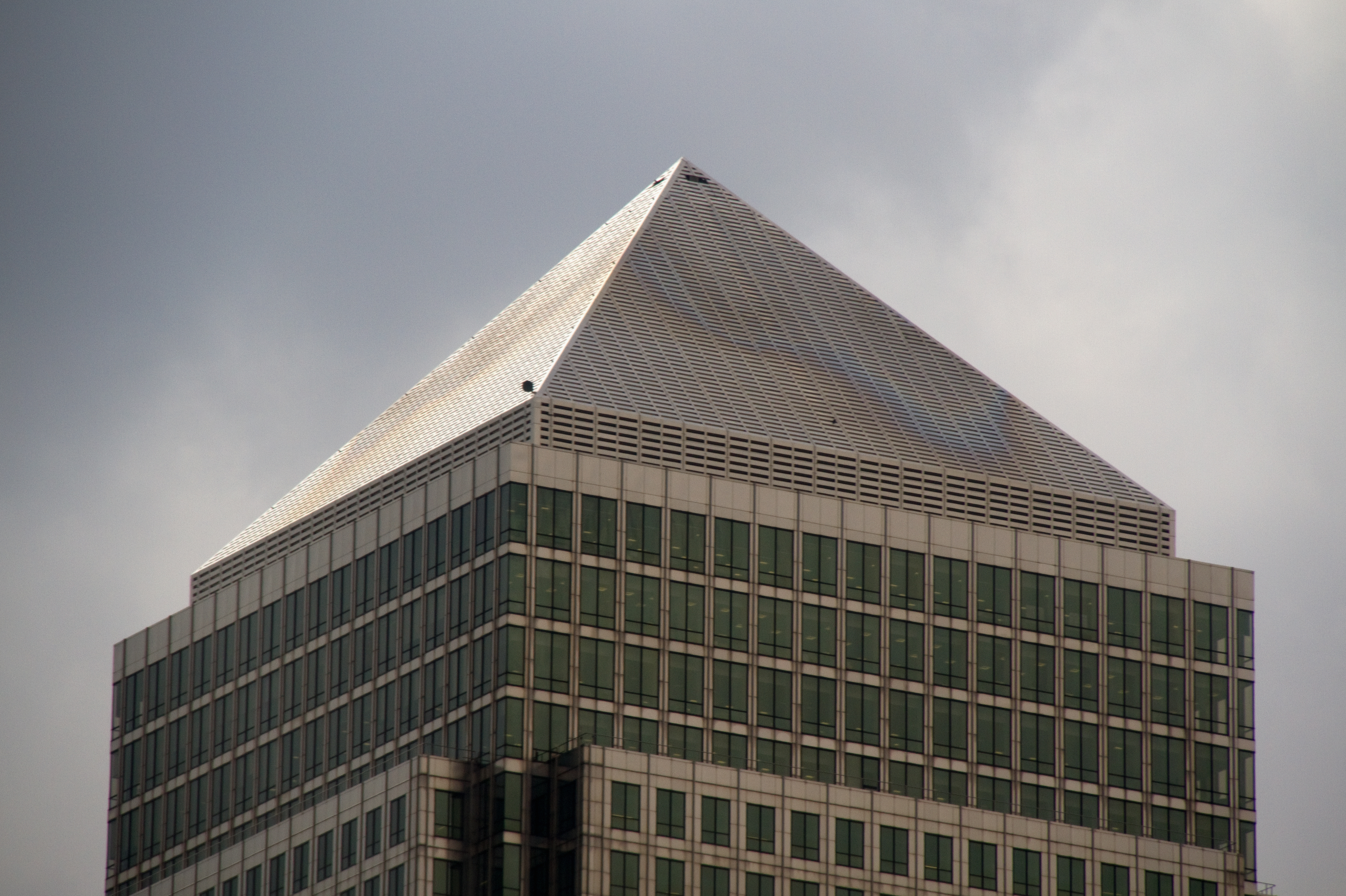
Dach budynku
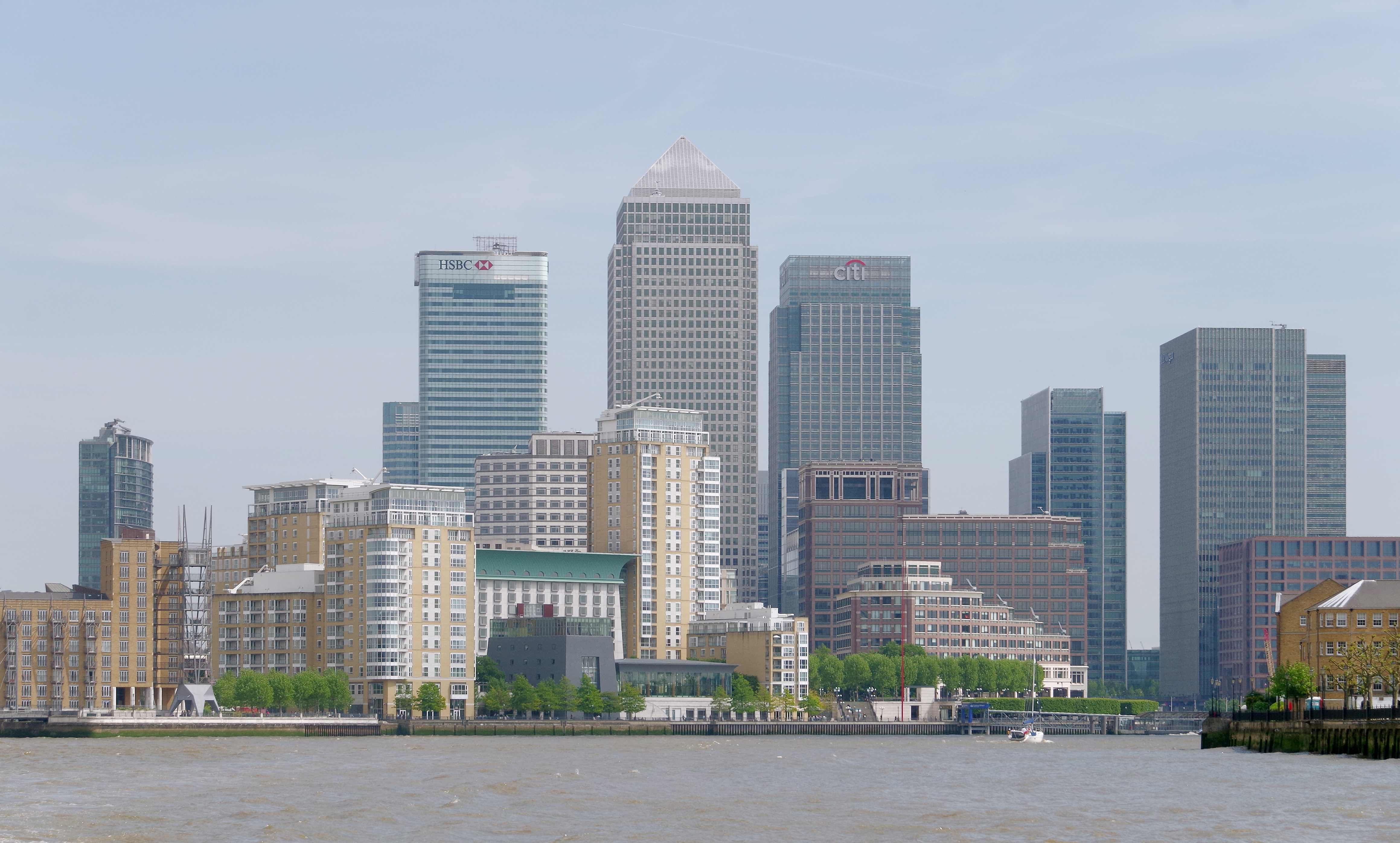
One Canada Square pośród innych wieżowców kompleksu Canary Wharf, 2014 r.